# أوكريس

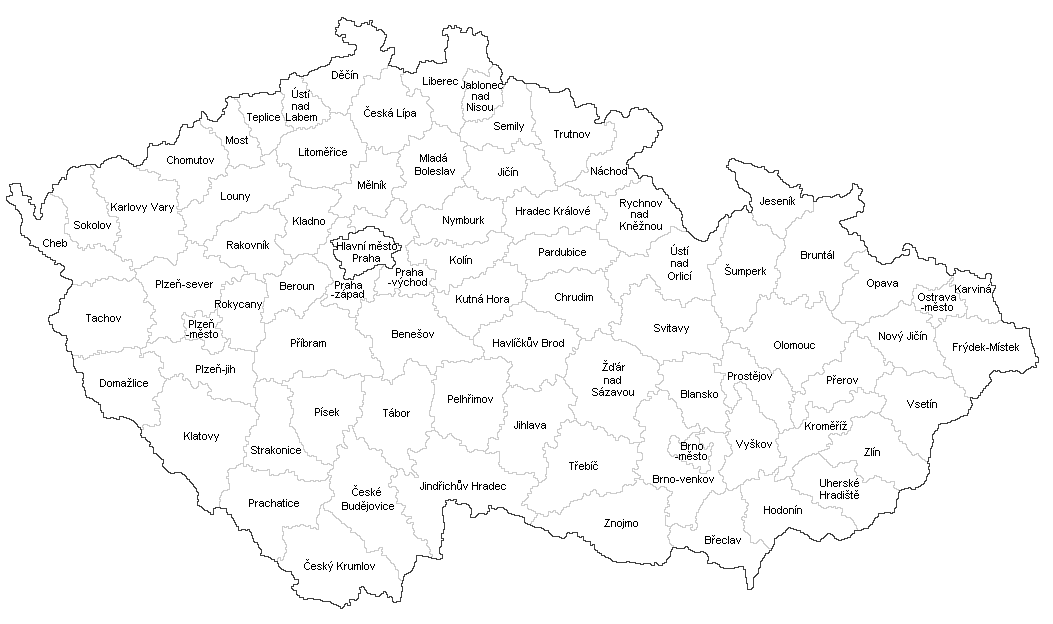

أوكريس (بالتشيكية: Okres)‏ هو وصف مستخدم لتقسيم إداري في جمهورية التشيك وسلوفاكيا وسابقاً في دولة تشيكوسلوفاكيا المنحلة، وهو يعادل المقاطعة من حيث التقسيم الإداري
يعد الأوكريس في التصنيف الثاني من حيث الرتبة وذلك دون كراي (Kraje إقليم) وفوق Obce البلدية.

## اقرأ أيضاً
- كراي
- أقاليم جمهورية التشيك